# Tetraloniella vansoni
Tetraloniella vansoni là một loài Hymenoptera trong họ Apidae. Loài này được Cockerell mô tả khoa học năm 1935.